# Saint-Michel-d'Euzet
Saint-Michel-d'Euzet là một xã ở tỉnh Gard. Xã này có diện tích 57 km², dân số năm 1999 là 598 người. Khu vực này có độ cao trung bình 90 mét trên mực nước biển.